# 8-я сапёрная армия
8-я сапёрная армия — армия сапёров в Вооружённых Силах СССР во время Великой Отечественной войны. 
Армия просуществовала около года. Армейская периодическая печать — газета «На защиту Родины», с октября 1941 года её корреспондентом был Б. М. Щаранский.

## История
Сформирована армия в октябре 1941 года в Северо-Кавказском военном округе и имела в своём составе управление, 23-ю, 24-ю, 25-ю и 26-ю сапёрные бригады. С марта 1942 года включала также 27-ю, 28-ю, 29-ю и 30-ю, а с мая — 10-ю и 11-ю бригады из состава расформированных 4-й, 9-й, 10-й сапёрных армий. Штаб формирования располагался в Сальске.
В октябре 1942 года управление армии было преобразовано в 37-е управление оборонительного строительства, а 11-я, 23-я, 24-я и 25-я бригады переданы во фронтовое подчинение, остальные — расформированы.

## Инженерные работы
Первоначально объединению был отведён участок строительства фортификационных сооружений от Азовского моря до Сталинграда. Возводила Донской оборонительный рубеж по рекам Аксай — Дон — Северский Донец, с февраля 1942 года — Ворошиловградский и Ростовский оборонительные обводы.
С конца июля 1942 года она вела на ТВД Северо-Кавказского и Закавказского фронтов строительство Орджоникидзевского, Минераловодского, Грозненского и Аксайского оборонительных обводов, Терского, Сунженского и Гудермесского оборонительных рубежей, заграждений в Дарьяльском ущелье и Эльхотовском дефиле.
Сапёрные бригады привлекались к инженерному обеспечению боевых действий в ходе Донбасской операции 1942 года и обороне Кавказа.

## Состав
Командующий:
- Октябрь 1941 года — январь 1942 года — бригинженер Д.Г. Оника
- Январь — март 1942 года — генерал-майор инженерных войск К.С. Назаров
- Март — май 1942 года — генерал-лейтенант инженерных войск А.С. Гундоров
- Май — июль 1942 года — полковник Д.И. Суслин
- Июль — октябрь 1942 года — полковник И.Е. Салащенко